# Mraz
Mraz je priimek v Sloveniji in tujini. Po podatkih Statističnega urada Republike Slovenije je na dan 1. januarja 2010 v Slovenjiji uporabljalo ta priimek 205 oseb. 

## Znani slovenski nosilci priimki
- Jože Mraz (1942—2020), igralec
- Rudi Mraz (1919—2021), kulturni delavec, zborist v Novem mestu
- Rudolf Mraz (1941—2019, Piran), grafični oblikovalec, ljubiteljski slikar, dedek Mraz
- Tomaž Mraz (1826—1916), duhovnik, nabožni pisec

## Znani tuji nosilci priimka
- Alois Mráz (*1978), češki rokometaš
- Andrej Mraz (1904—1964), slovaški literarni zgodovinar
- Franjo Mraz (1910—1981), hrvaški slikar
- Patrik Mráz (*1987), slovaški nogometaš